# Monteparano

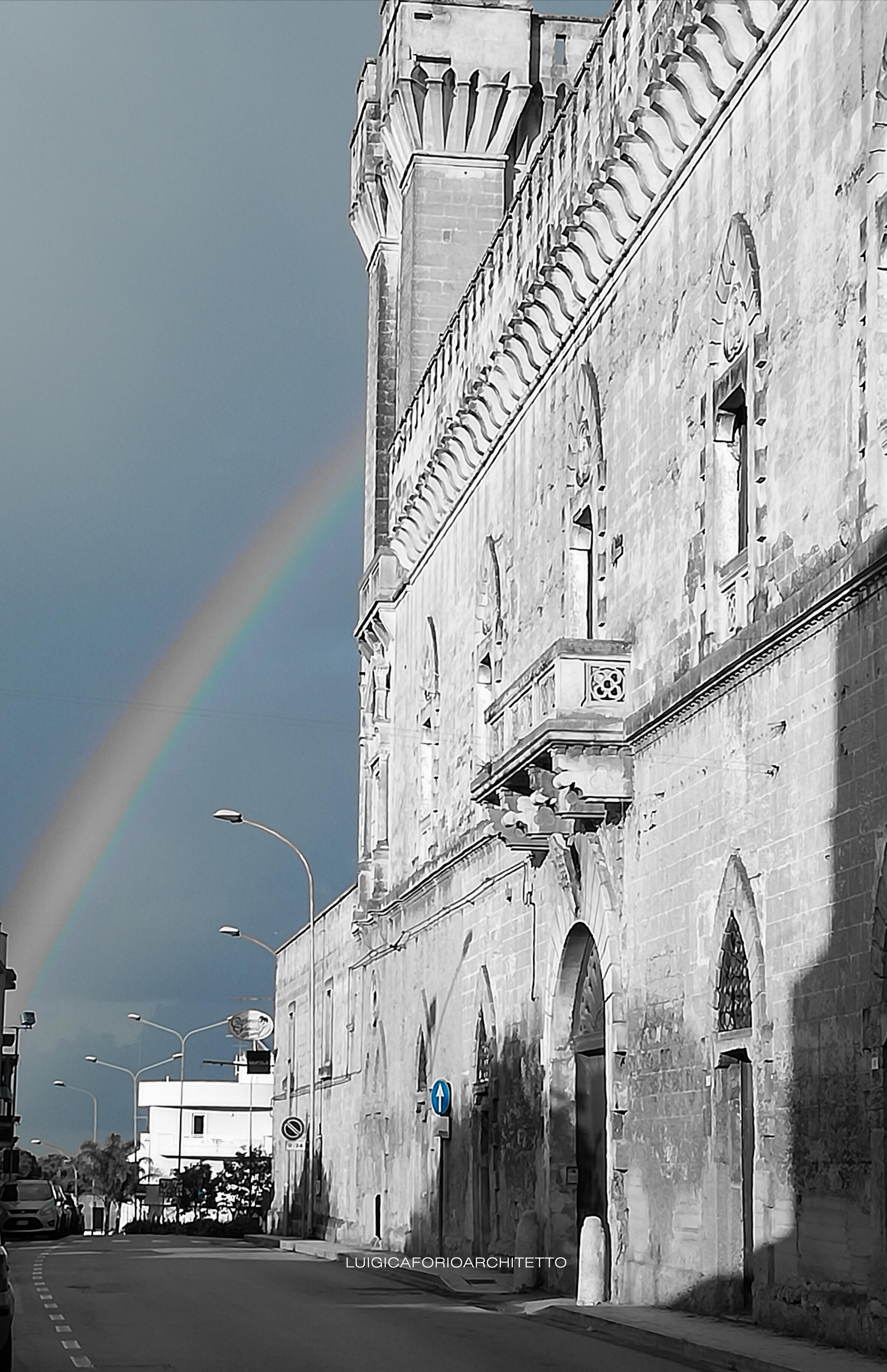
Castello d'Ayala Valva

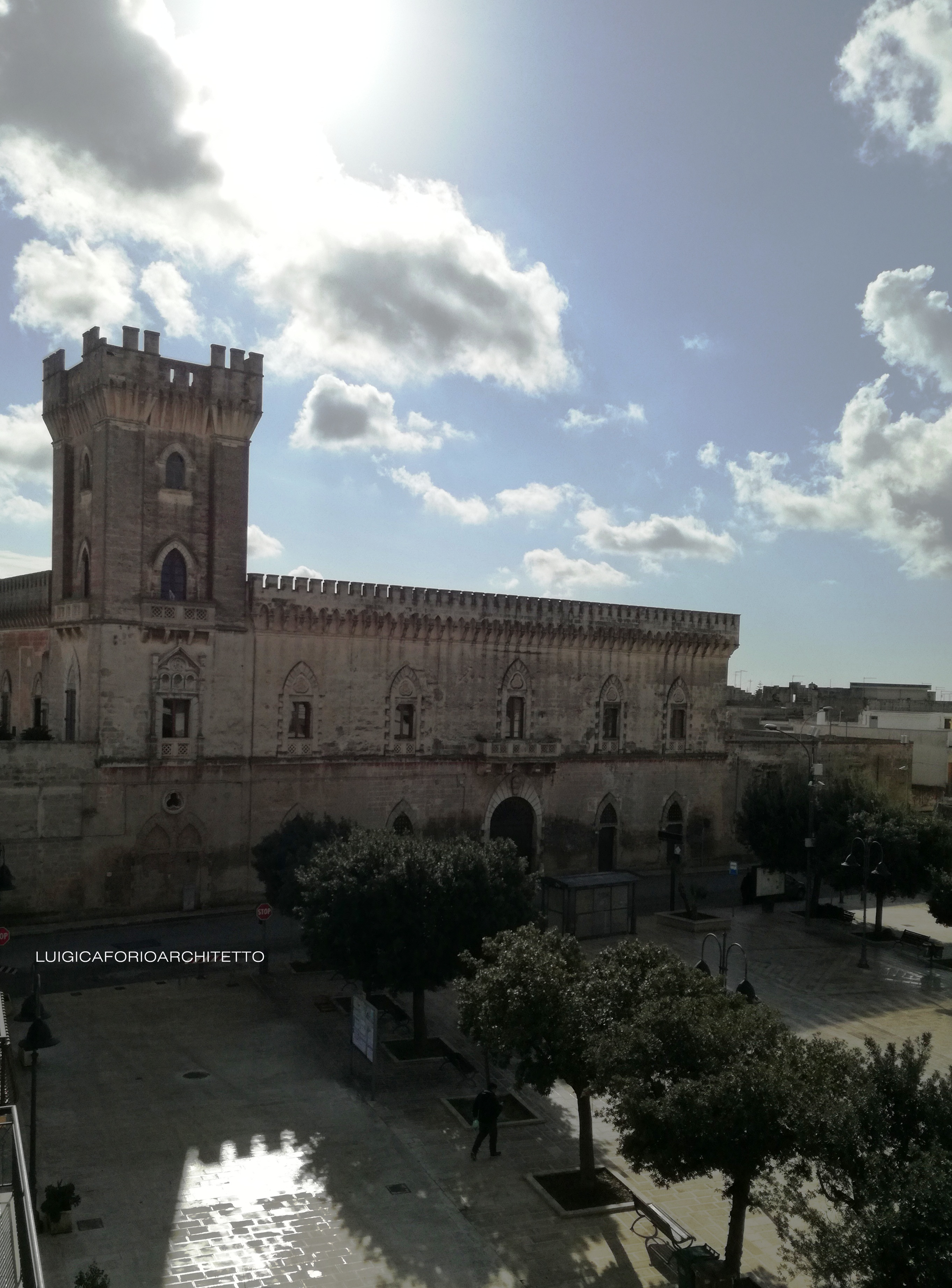
Castello d'Ayala Valva e Piazza Castello

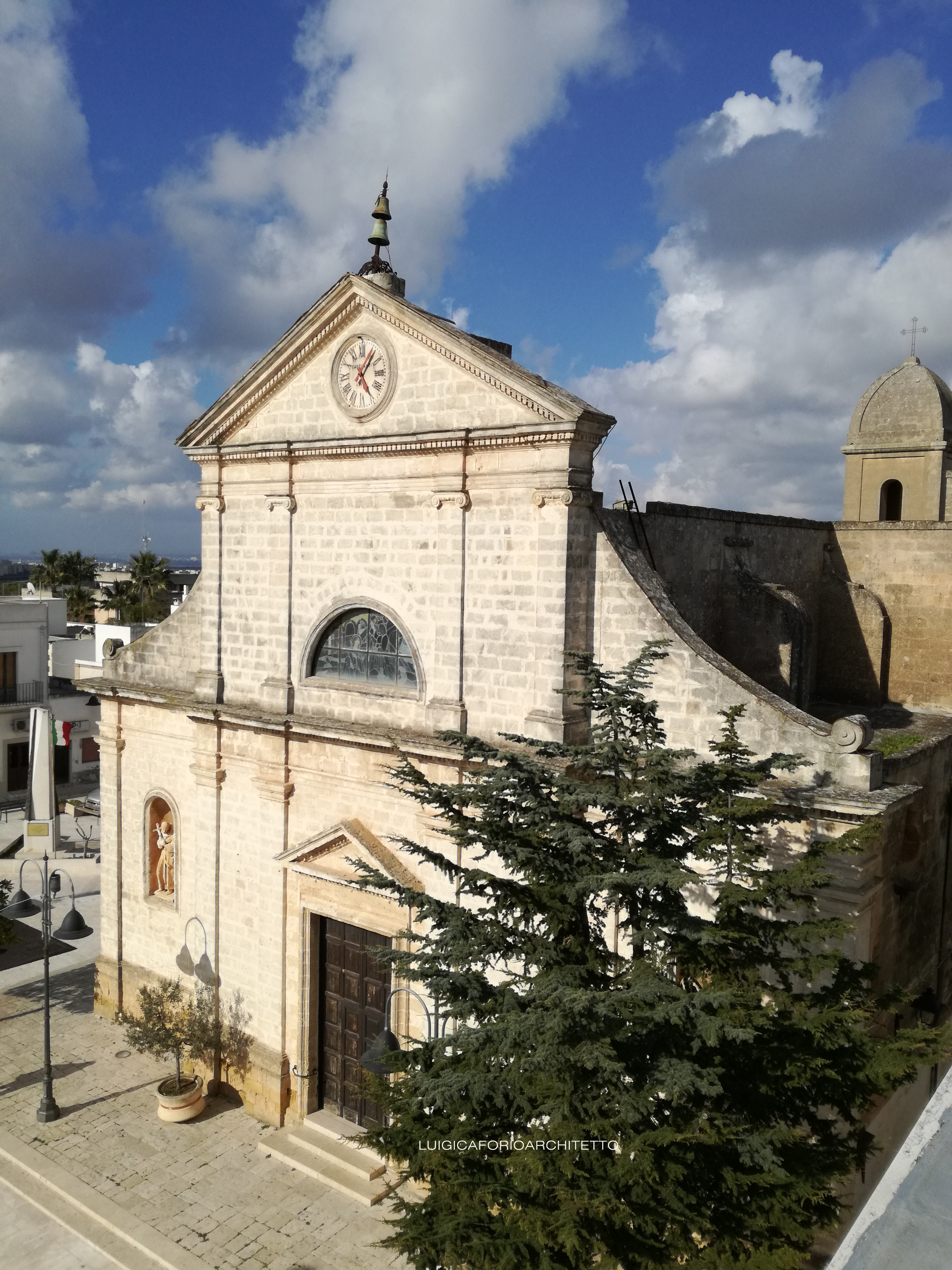
Chiesa parrocchiale di Maria Santissima Annunziata

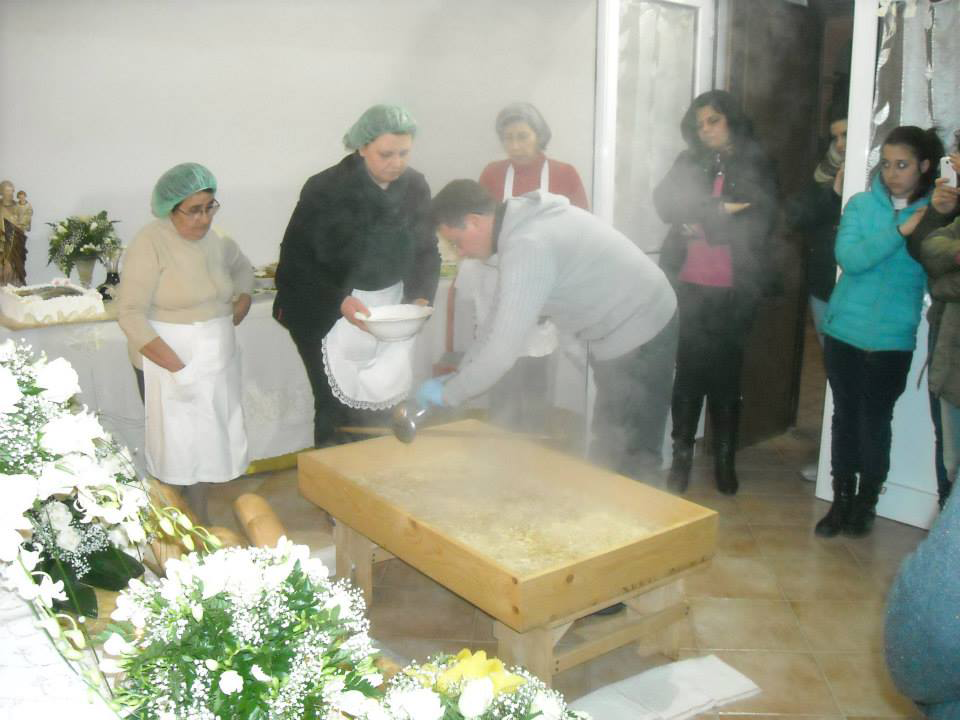
Preparazione della massa davanti all'altarino devozionale in onore di San Giuseppe

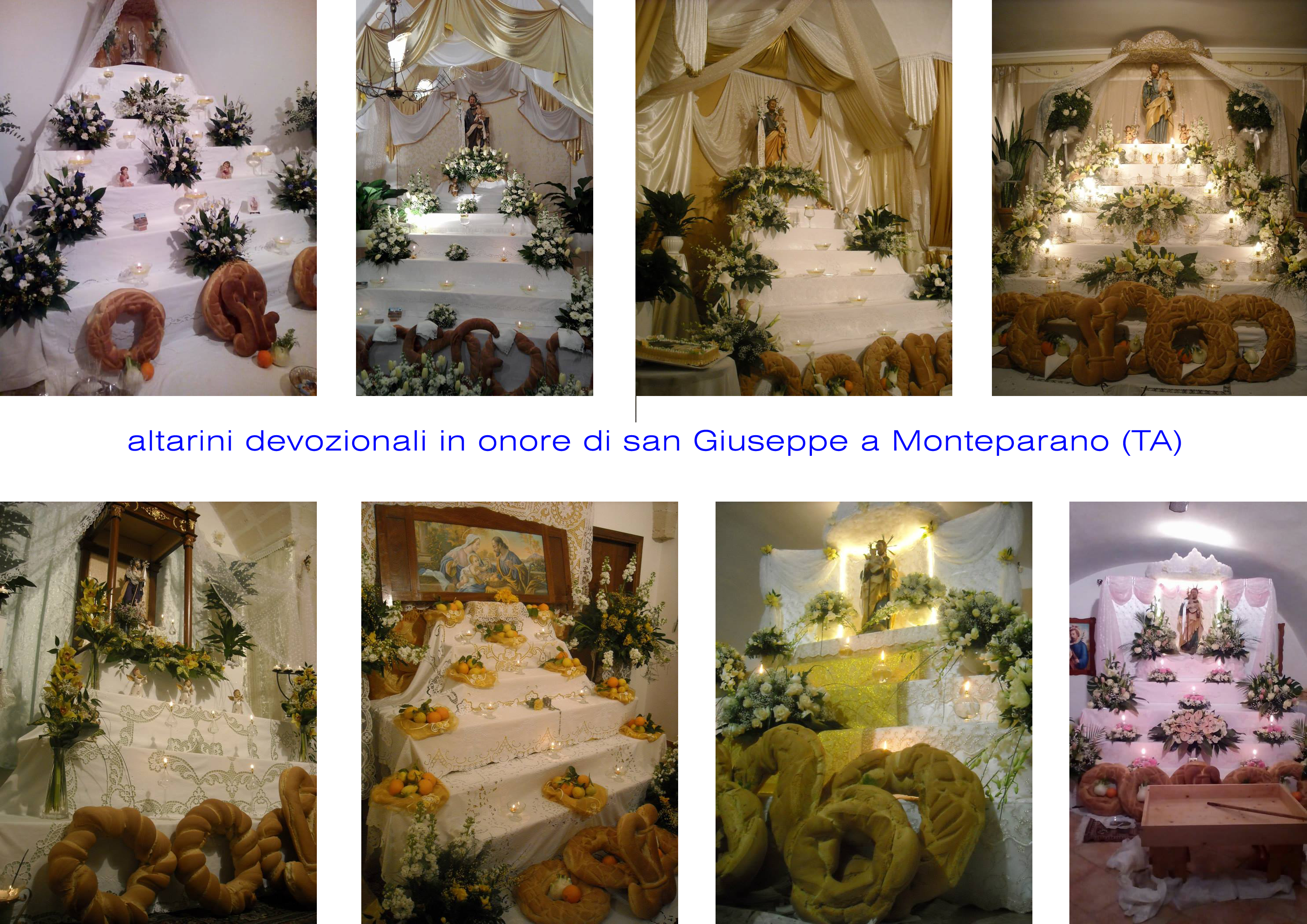
Altarini devozionali che alcuni devoti realizzano nelle proprie case

Monteparano (Muntiparanu in dialetto salentino) è un comune italiano di 2 253 abitanti della provincia di Taranto in Puglia. Esso fa parte, come tutti gli altri comuni del versante orientale della provincia di Taranto, della regione geografica del Salento.

## Geografia fisica

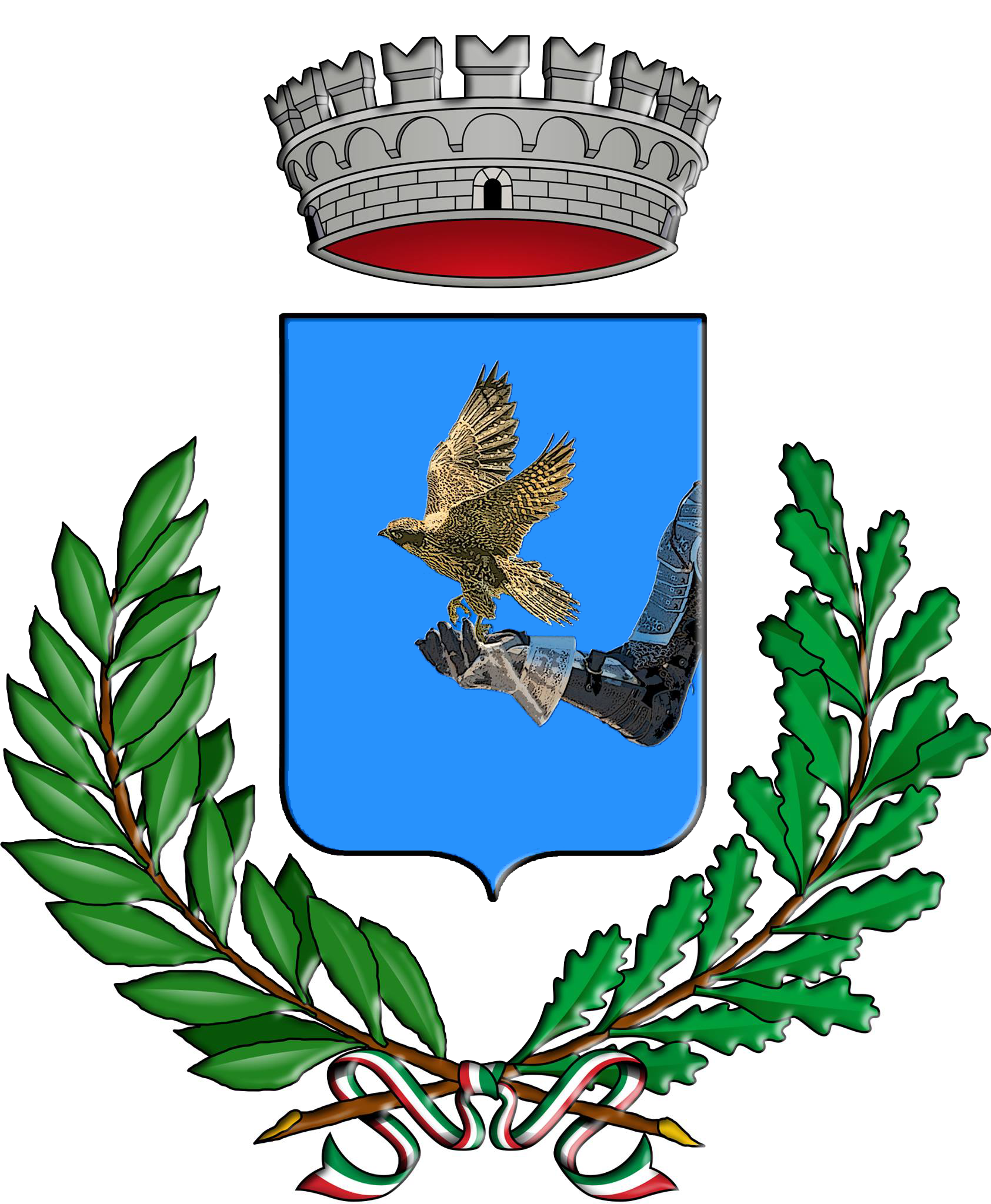
"Di colore azzurro: destrocherio armato d'acciaio, uscente dal fianco sinistro e sostenente un falco sorante d'oro"

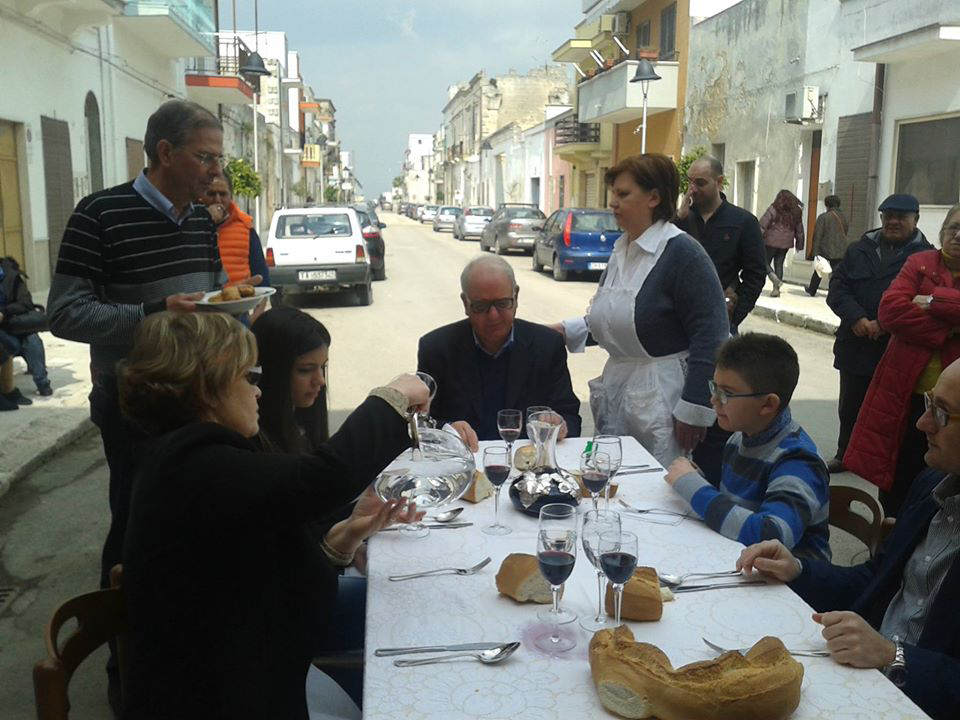
Tavolata dei santi che si tiene nelle case dei devoti che hanno realizzato l'altarino devozionale

Il comune è situato nella parte sud-orientale della provincia di Taranto. Il centro abitato sorge in leggera altura, a circa 130 m s.l.m., e fa parte del monte (o serra) di Sant'Elia o Monte Doro, una delle collinette delle Murge Tarantine a circa 10 km dal litorale salentino. È situato a 13 km da Taranto.

### Castello
Il Castello D'Ayala Valva è situato in prossimità della piazza principale del paese (Piazza Castello). In contiguità con Piazza Castello in Largo Garibaldi si può osservare il Monumento ai Caduti opera dello scultore tarantino Aldo Pupino; è dedicato alla memoria dei soldati morti durante la prima guerra mondiale, ma ogni 4 novembre, anniversario della fine della Grande Guerra, durante la solenne celebrazione, i superstiti della seconda guerra mondiale hanno spesso partecipato testimoniando la loro esperienza bellica.
Inoltre nelle zone periferiche e rurali sono ancora presenti i tipici muretti a secco, onnipresenti nella subregione salentina.

### Architetture religiose
- Chiesa parrocchiale di Maria Santissima Annunziata

## Società

### Evoluzione demografica
Abitanti censiti

## Economia
Sebbene l'agricoltura non sia più la principale risorsa del comune, resta un elemento essenziale nell'economia di Monteparano. La coltivazione prevalente è quella delle uve da vino dalla quale si produce il vino primitivo.
Il turismo è prevalentemente estivo e legato alle attività balneari della costa ionica.

## Infrastrutture e trasporti

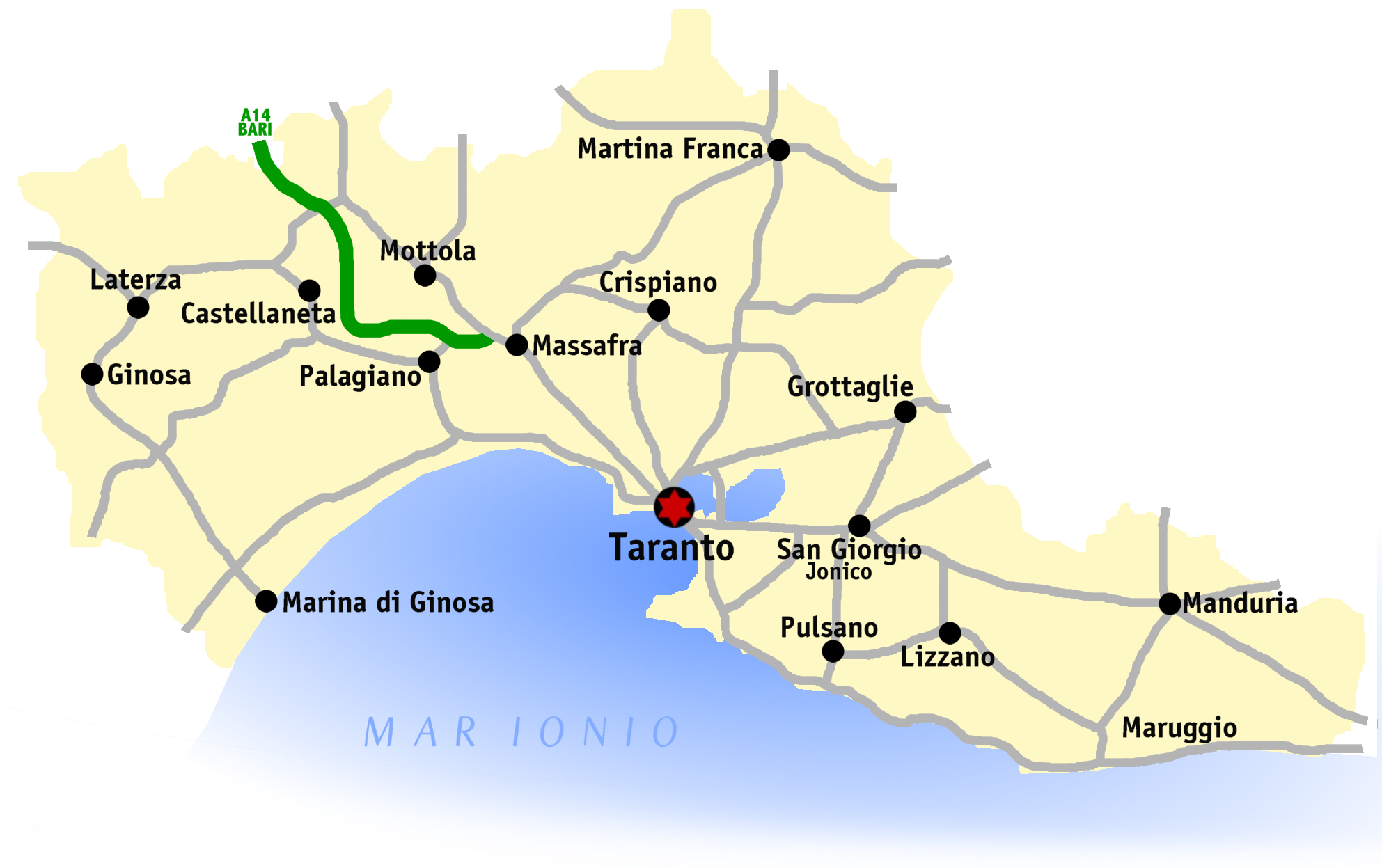
Collegamenti della Provincia di Taranto

### Strade
I collegamenti stradali principali sono rappresentati da (vedi):
- Autostrada A14 Bologna-Taranto (barriera di Massafra) da e per l'Italia settentrionale
- S.S. 7 ter
- S.S. 7 Appia da e per Brindisi

## Amministrazione
Di seguito è presentata una tabella relativa alle amministrazioni che si sono succedute in questo comune.
| Periodo        | Periodo        | Primo cittadino      | Partito                              | Carica  | Note  |
| -------------- | -------------- | -------------------- | ------------------------------------ | ------- | ----- |
| 12 luglio 1988 | 7 giugno 1993  | Leonardo Lillo       | Democrazia Cristiana                 | Sindaco | [ 5 ] |
| 7 giugno 1993  | 28 aprile 1997 | Salvatore Renna      | Partito Democratico della Sinistra   | Sindaco | [ 5 ] |
| 28 aprile 1997 | 14 maggio 2001 | Salvatore Renna      | Partito Democratico della Sinistra   | Sindaco | [ 5 ] |
| 14 maggio 2001 | 30 maggio 2006 | Carmelo Mancarelli   | centro                               | Sindaco | [ 5 ] |
| 30 maggio 2006 | 17 maggio 2011 | Cosimo Birardi       | centro-sinistra                      | Sindaco | [ 5 ] |
| 17 maggio 2011 | 5 giugno 2016  | Cosimo Birardi       | lista civica Vivere per Monteparano  | Sindaco | [ 5 ] |
| 5 giugno 2016  | 5 ottobre 2021 | Giuseppe Grassi      | lista civica Il coraggio di cambiare | Sindaco | [ 5 ] |
| 5 ottobre 2021 | in carica      | Maristella Carabotto | lista civica Impegno e innovazione   | Sindaco | [ 5 ] |